# Каркинитский залив
Каркини́тский зали́в (укр. Каркіні́тська зато́ка, крымскотат. Karkinit körfezi, Каркинит корьфези) — часть Чёрного моря, между северо-западным берегом Крымского полуострова и берегом материка. Вдаётся в сушу на 118,5 км. Глубина в западной части до 36 м, в восточной до 10 м. В суровые зимы замерзает. Порт: Хорлы. На берегу залива находится город Красноперекопск и др.

## Название
В путеводителе Сосногоровой 1871 года содержится утверждение, что у итальянцев в средние века залив назывался Некропила (итал. Necropyla) — «мёртвый вход», а турки назвали его Оду-Денизи — мёртвое море. На карте Абрахама Ортелиуса 1590 года залив подписан уже как «Carcinites».

## Охрана природы

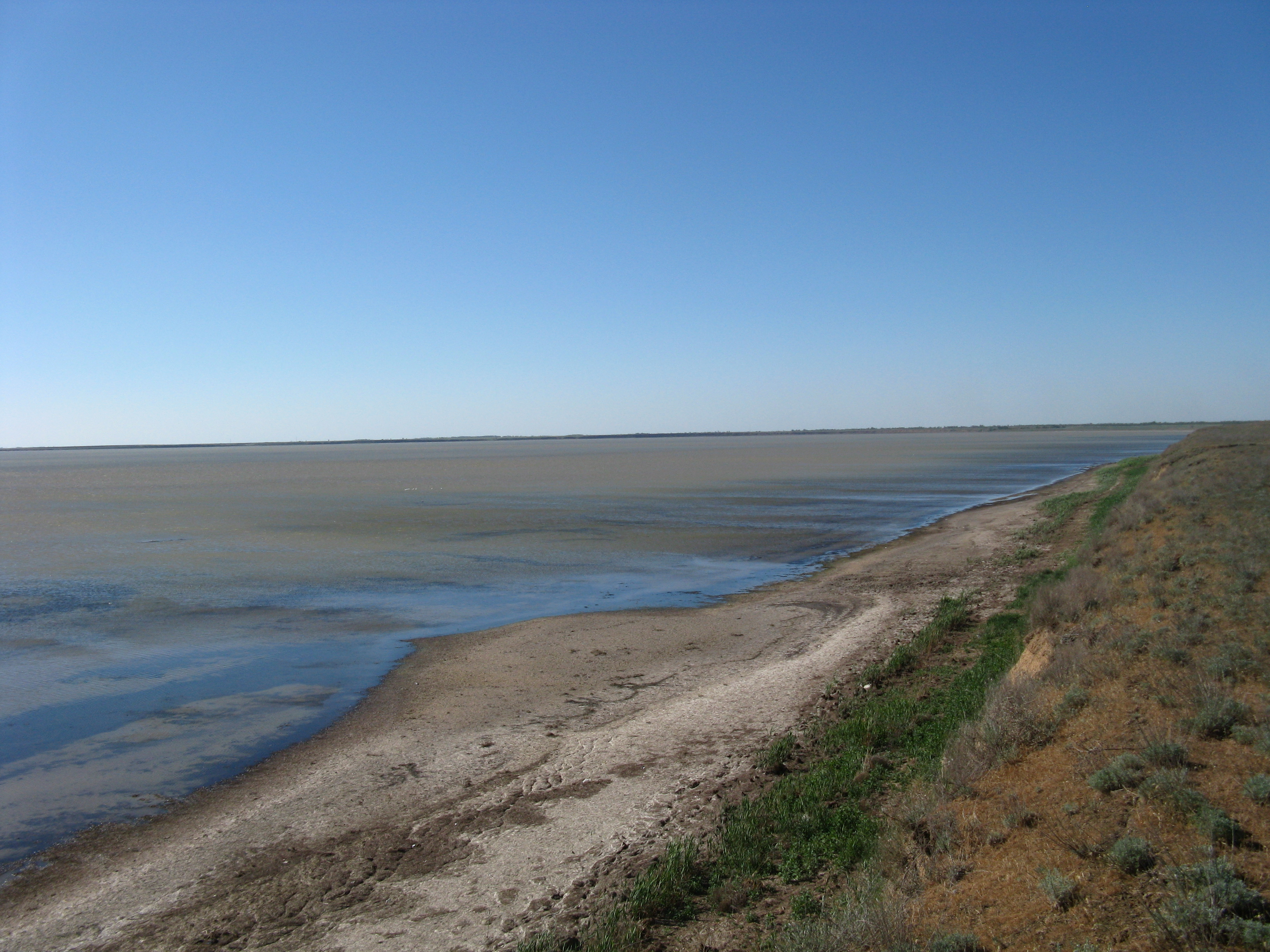

На островах Каркинитского залива расположен природный заповедник — Лебяжьи острова, площадью приблизительно 10 тыс. га и протяжённость около 8 км, а сама акватория залива входит в Каркинитский орнитологический заказник.
Острова, окружённые мелководьем Каркинитского залива, обилием растительной и животной пищи привлекают огромное количество водоплавающих птиц, более 240 видов: (бакланы, цапли, чайки, утки, кулики и т. д.). Лебедь-шипун и лебедь-кликун — гордость этих островов.

## Побережье
Частью Каркинитского залива являются бухты Узкая, Ярылгачская, Бакальская и Перекопский залив.
У побережья залива находится города Скадовск и Красноперекопск. Купальный сезон на побережье Каркинитского залива начинается раньше, из-за мелководья море прогревается уже в мае.

## История
12 ноября 1920 года переоборудованный вспомогательный крейсер «Буг» Морских сил Юга России в штормовую погоду затонул в районе Ак-Мечети, выскочив на камни. 4 июля 1924 года он снят с камней и сдан на слом. В 2005 году было поднято со дна моря 75-мм орудие, принадлежавшее «Бугу». Сейчас это орудие находится в Музее морской славы в Балаклаве.